# Lütke (preußisches Adelsgeschlecht)

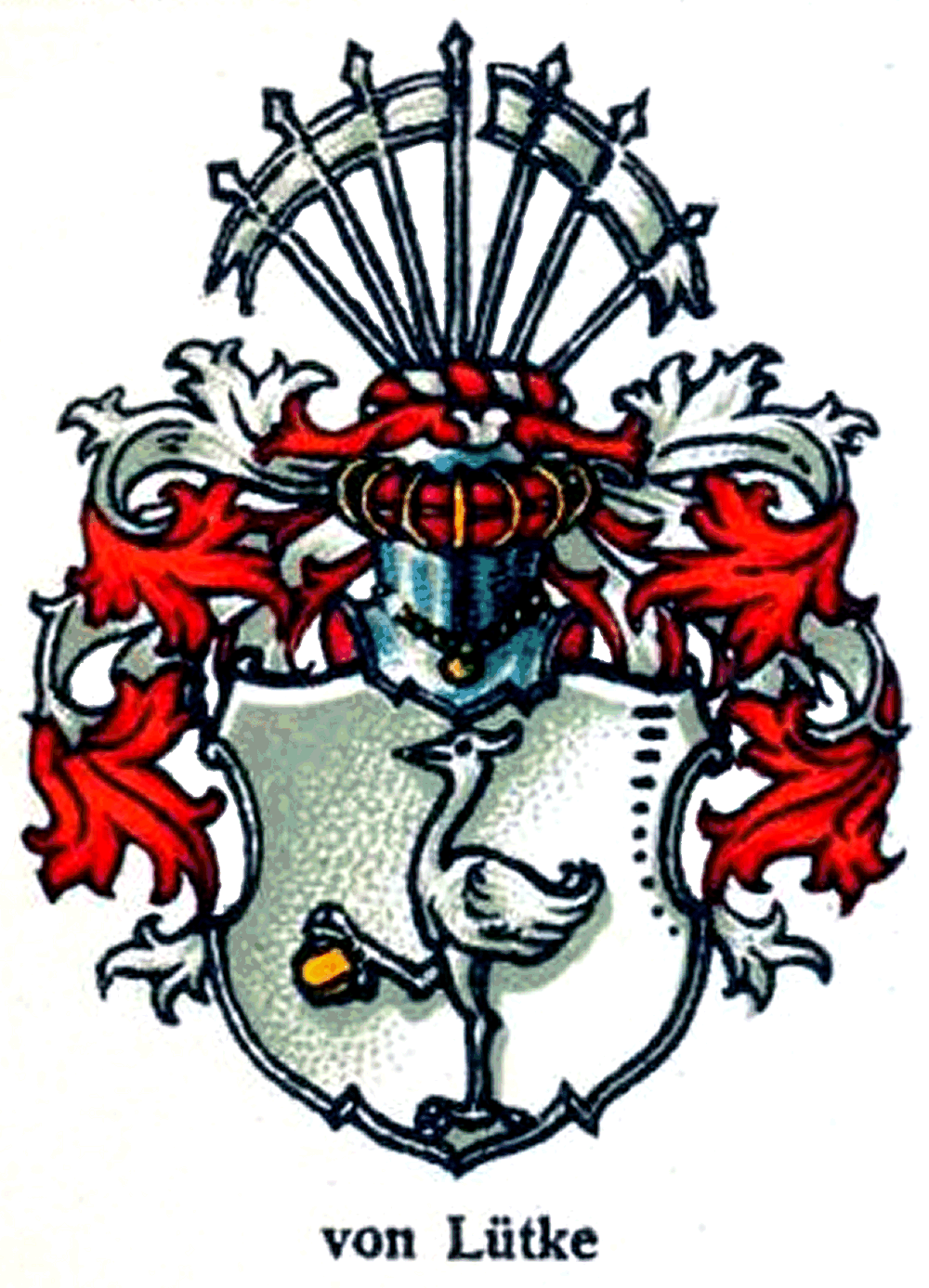
Stammwappen derer von (der) Lütke

Von der Lütke (auch Lütcke, Lüdke ö. ä.) ist der Name eines preußischen Briefadelsgeschlechts.
Die Familie ist zu unterscheiden von dem deutschstämmigen russischen Grafengeschlecht Lütke und der ebenfalls aus Mark Brandenburg stammenden Gelehrtenfamilie Lüdke. Eine Stammesverwandtschaft dieser Familien ist nicht belegt.

## Geschichte
In Person des damals noch kaiserlichen Obersts Marcus Lütke erlangte die Familie 1643 von Kaiser Ferdinand III. mit Prädikat „von der“ den Reichsadelsstand. Marcus von der Lütcke († 1686) stieg noch bis zum kurbrandenburgischen Generalmajor und Chef eines Infanterie-Regiments auf. Er besaß schon in den letzten Jahrzehnten des 17. Jahrhunderts die Güter Kremmen, Vehlefanz sowie Groß-Ziethen und Klein-Ziethen in der Mark Brandenburg. In der ersten Hälfte des 18. Jahrhunderts hatte die Familie auch Grünefeld, Schlabendorf, Tornow und Tietzow und noch 1752 Flatow im Besitz. Diese gehörten zusammen mit anderen Gütern in der Niederlausitz noch den Nachkommen von Marcus von der Lütke, zu denen u. a. Hans Ehrentreich von der Lütke gehörte, dem die Güter 1768 gehörten. Noch 1842 war diese Familienlinie in der Preußischen Armee vertreten. In jenem Jahr starb Premierleutnant Louis Gustav Adolph von der Lütke im 31. Infanterie-Regiment.

## Persönlichkeiten
- Marcus von der Lütcke (1603–1686), kurbrandenburgischer Generalmajor und Chef eines Reiterregiments

## Wappen
- Blasonierung des redenden Stammwappens: In Silber ein naturfarbener Kranich (Kranich = „Lütke“), einen Stein im rechten Fuß haltend. Auf dem Helm mit rot-silbernen Helmdecken sieben silberne Fahnen.
- Blasonierung des vermehrten Wappens von 1643: Von Rot und Grün gespalten. Vorne ein silberner Kranich der einen Stein im linken Fuß hält, hinten ein goldener Löwe. Auf dem gekrönten Helm mit rechts rot-silbernen und links grün-goldenen Decken acht (oder sechs) rote Fahnen, davor der silberne Kranich und der goldene Löwe.

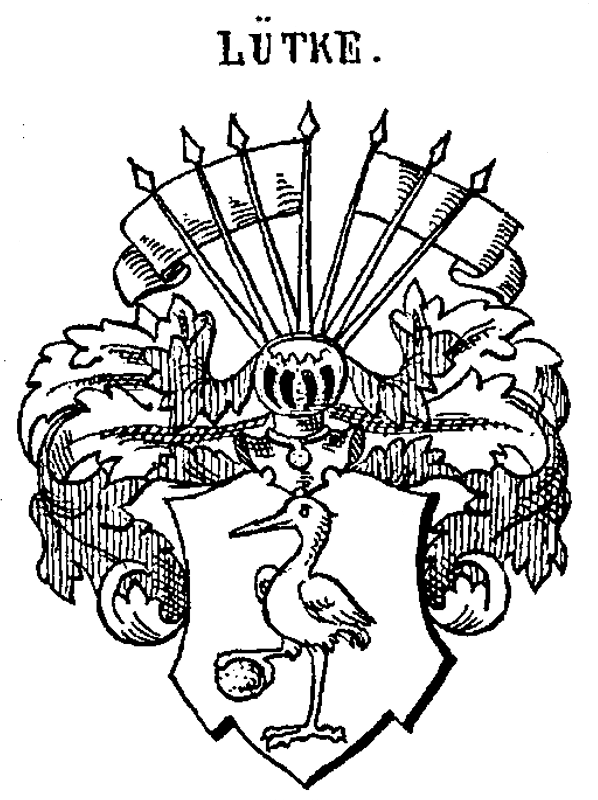
Stammwappen der Lütke in Siebmachers Wappenbuch
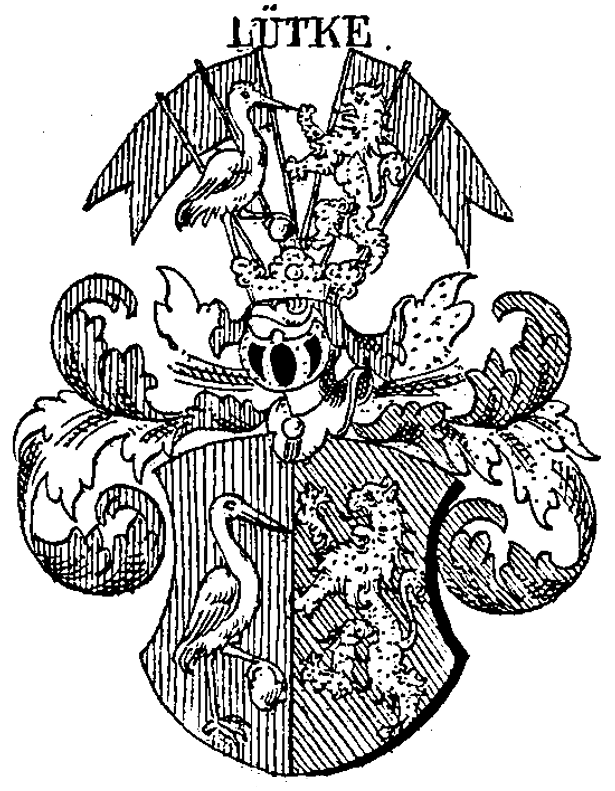
Vermehrtes Wappen derer von der Lütke (1643) in Siebmachers Wappenbuch